# 横山正明
横山 正明（よこやま まさあき、1942年 - ） は、日本の機械工学者。東京工業大学名誉教授。元鶴岡工業高等専門学校校長。元山形県立産業技術短期大学校校長。元山形県科学技術会議会長。

## 人物・経歴
香川県生まれ。香川県立丸亀高等学校を経て、1965年東京工業大学理工学部制御工学科卒業。1967年東京工業大学大学院機械工学専攻修士課程修了。1973年工学博士。1980年東京工業大学助教授。1991年東京工業大学教授。2001年東京工業大学附属図書館すずかけ台分館長。2003年東京工業大学附属図書館長。2006年東京工業大学名誉教授、鶴岡工業高等専門学校校長、日本工学アカデミー会員。2011年山形県立産業技術短期大学校校長。山形県科学技術会議会長も務めた。

## 著作

### 著書
- 『知識ベースCAD』（共著）コロナ社 1997年
- 『高精度計算力学』朝倉書店 1998年
- 『最適化理論の基礎と応用 : GAおよびMDOを中心にして』（共著）コロナ社 2000年

### 訳書
- A.J.ベーカー, D.W.ペッパー 共著『有限要素法1・2・3』開発社 1996年